# Virginie Atger
Pour les articles homonymes, voir Atger.
Virginie Atger, née le 26 septembre 1984, est une cavalière d'endurance française. Sa mère, Bénédicte Emond-Bon est, elle aussi, une cavalière artisane de nombreux succès internationaux.

## Titres
- Championne du monde par équipe et vice-championne en individuel en 2006,
- Championne d’Europe par équipe en 2007,
- Classée n°1 mondial d'endurance en 2009 et 2010[2].
- Vice Championne du Monde par équipe en 2010.
- Médaille d’or des championnats d’Europe d’endurance FEI à Florac en 2011[3].
- Médaille d'or en équipe en 2013[4].
- Médaille d'or par équipe au championnat d'Europe d'endurance équestre de Florac[5] en 2011

## Activités de cavalière
- C'est Antall de Jalima, l’hongre de Virginie Atger[6], qui obtient le "Prix de la Meilleure condition" en novembre 2011[7].
- Virginie Atger s’impose avec Tonik Armor[8],[9], propriété de Jean-Sébastien Connan[10].
- Kangoo d'Aurabelle[11],[12] lui a été rendu en 2014 par le Sheik Mohammed ben Rachid Al Maktoum[13].

Elle est installée au haras de Jalima à Ampus dans le Var.